# Viola (Wisconsin)
Viola é uma vila localizada no estado norte-americano de Wisconsin, no Condado de Richland e Condado de Vernon.

## Demografia
Segundo o censo norte-americano de 2000, a sua população era de 667 habitantes.
Em 2006, foi estimada uma população de 722, um aumento de 55 (8.2%).

## Geografia
De acordo com o United States Census Bureau tem uma área de
2,7 km², dos quais 2,7 km² cobertos por terra e 0,0 km² cobertos por água.

## Localidades na vizinhança
O diagrama seguinte representa as localidades num raio de 20 km ao redor de Viola.